# Horatosphaga nuda
Horatosphaga nuda är en insektsart som beskrevs av David R. Ragge 1960. Horatosphaga nuda ingår i släktet Horatosphaga och familjen vårtbitare. Inga underarter finns listade i Catalogue of Life.